# Okrug Dunajská Streda
Okrug Dunajská Streda (slovački: Okres Dunajská Streda) (mađarski: Dunaszerdahelyi járás) nalazi se u zapadnoj Slovačkoj u Trnavskom kraju.  U okrugu živi 127 827 stanovnika, dok je gustoća naseljenosti 118,95 stan/km². Ukupna površina okruga je 1074,58 km². Glavni grad okruga Dunajská Streda je istoimeni grad Dunajská Streda s 22 826 stanovnika.

## Stanovništvo
| Godina:     | 1994.   | 2004.   | 2014.   | 2024.   |
| ----------- | ------- | ------- | ------- | ------- |
| Broj ljudi: | 110 887 | 114 217 | 118 499 | 127 827 |
| Razlika:    |         | +3,00 % | +3,74 % | +7,87 % |

| Godina:     | 2023.   | 2024.   |
| ----------- | ------- | ------- |
| Broj ljudi: | 127 025 | 127 827 |
| Razlika:    |         | +0,63 % |

Prema redovnom popisu stanovništva iz 2001. godine okrug Dunajská Streda imao je 112.384 stanovnika,  dok je prema procjeni broja stanovništva iz 2007. imao 115.399 stanovnika.

### Etnički sastav
Okrug se nalazi na granici s Mađarskom te je nekada njoj i pripadao.
Mađari su najbrojniji narod i prema popisu iz 2001. ima ih 93.660 (83,3 %) stanovništa, dok Slovaka ima 15.741 (14,0 %) stanovništva.

## Gradovi
- Dunajská Streda
- Šamorín
- Veľký Meder

## Općine
| - Báč - Baka - Baloň - Bellova Ves - Blahová - Blatná na Ostrove - Bodíky - Boheľov - Čakany - Čenkovce - Čiližská Radvaň - Dobrohošť - Dolný Bar - Dolný Štál - Dunajský Klátov - Gabčíkovo - Holice - Horná Potôň - Horné Mýto - Horný Bar - Hubice - Hviezdoslavov | - Jahodná - Janíky - Jurová - Kľúčovec - Kostolné Kračany - Kráľovičove Kračany - Kútniky - Kvetoslavov - Kyselica - Lehnice - Lúč na Ostrove - Macov - Mad - Malé Dvorníky - Medveďov - Mierovo - Michal na Ostrove - Nový Život - Ňárad - Ohrady - Okoč - Oľdza | - Orechová Potôň - Padáň - Pataš - Povoda - Potônske Lúky - Rohovce - Sap - Štvrtok na Ostrove - Topoľníky - Trhová Hradská - Trnávka - Trstená na Ostrove - Veľká Paka - Veľké Blahovo - Veľké Dvorníky - Vieska - Vojka nad Dunajom - Vrakúň - Vydrany - Zlaté Klasy |

## Vanjske poveznice
- Dunaszerdahely-Dunajska Streda